# Memorial als xuetes
El Memorial als xuetes es va inaugurar el 2 de setembre de 2018 a la plaça Gomila de Palma (Mallorca, Illes Balears).
Recorda els 37 xuetes que varen ser executats en aquest mateix lloc l'any 1691, en un acte de fe de la Inquisició espanyola. Alguns d'ells, com el rabí Rafel Valls, Caterina Tarongí i el seu germà Rafel Tarongí varen ser cremats vius.
El monument és obra de l'escultora Georgina Gamundí, i conté una menorà, l'oració Shemà Israel en hebreu i la inscripció "La ciutat de Palma a la memòria dels trenta-set xuetes executats en aquest lloc el 1691 per raó de les seves creences".
Durant la inauguració, a banda de les intervencions de polítics i representats veïnals, va intervenir Miquel Segura, descendent de xuetes i vicepresident de la comunitat jueva de les Balears. L'actriu Agnès Llobet va llegir fragments de la novel·la Dins el darrer blau, de l'escriptora Carme Riera, on s'hi reflecteixen els fets del 1691.